# Samir (Mondkrater)
Samir ist ein kleiner Einschlagkrater auf der Mondvorderseite nordöstlich des Kraters Diophantus.
Die namentliche Bezeichnung geht auf eine ursprünglich inoffizielle Bezeichnung auf Blatt 39B2/S1 der Topophotomap-Kartenserie der NASA zurück, die von der IAU 1976 übernommen wurde.